# Satana (film 1991)
Satana (Satan) è un film del 1991 diretto da Viktor Aristov.